# 高田正子
高田 正子（たかだ まさこ、1959年7月28日 - ）は、岐阜県出身の俳人。「青麗」創刊主宰。

## 人物・来歴
東京大学卒。1990年、黒田杏子の「藍生」創刊に参加。1997年、藍生賞受賞。2006年、第二句集『花実』により第29回俳人協会新人賞、2015年、第三句集『青麗』により第3回星野立子賞受賞、2024年、「青麗」を創刊。「黒田杏子俳句セレクション」を発行するなど、黒田杏子研究の第一人者である。川崎市在住。夫は青山学院大学教授の高田祐彦。

## 作品・評
- 結社名にもなった「青麗」は第３句集の名であり、第３回星野立子賞受賞作[3]でもある。「青麗」には両親や郷里のことを詠んだ句が含まれており、書籍『星野立子賞の十年』で師の黒田杏子は下記のように評している。[4]

大川の水の匂へる雪蛍

昔からずっと流れている隅田川に対する作者の想い。隅田川を称えるような気持ちを心の内に置いた上で「雪蛍」という生き物を持ってこられた。繊細で、趣きが深いと感じます。
- 三十句抄で「母もまた母恋ふるうた赤とんぼ」「喪の家も枯れゆくもののそのひとつ」に続く句として、小澤實は下記のように評している。

父に湯たんぽ父に家捨てさせて

父をひきとった際にはかく詠む。人生から逃げていないのだ。家と湯たんぽではまったくバランスがとれないし計算が合わない。そこにやぶれかぶれのおかしみが生まれている。そしてどこか不思議の匂いがする。

## 著書

### 句集
- 『玩具』（牧羊社 1994）ISBN 978-4-83331-317-9
- 『花実』（ふらんす堂 2005）ISBN 978-4-89402-766-4
- 『青麗』（KADOKAWA 2014）ISBN 978-4-04652-894-0

### 黒田杏子俳句セレクション（編著）
生前に黒田杏子本人より了解を得て発行されたテーマ別百句セレクション。

- 1『螢』（コールサック社 2023）ISBN 978-4-86435-571-1
- 2『月』（コールサック社 2023）ISBN 978-4-86435-572-8
- 3『雛』（コールサック社 2024）ISBN 978-4-86435-573-5
- 4『櫻』（コールサック社 2024）ISBN 978-4-86435-574-2

### その他
- 『子どもの一句』（ふらんす堂 2010）ISBN 978-4-78140-227-7
- 『黒田杏子の俳句 櫻・螢・巡禮』（深夜叢書社 2022）ISBN 978-4-88032-471-5
- 『日々季語日和』（コールサック社 2023）ISBN 978-4-86435-558-2